# معتصم سالم
معتصم سالم بكر حسين أو المعتصم سالم (مواليد 2 ديسمبر 1980) لاعب كرة قدم مصري يجيد اللعب في مركز الدفاع ، ولعب ضمن تشكيلة المنتخب المصري في كأس الأمم الأفريقية 2010.

## مسيرته الكروية

### الإسماعيلي
بدأ اللاعب مسيرته مع نادي الإسماعيلي بعد توقيعه مع النادي في 1 يوليو 2003 قادمًا من نادي جولدي ، وشارك مع الفريق في العديد من البطولات منها: الدوري المصري الممتاز وكأس مصر ودوري أبطال أفريقيا وكأس الكونفدرالية الإفريقية.

عندما أتى المعتصم سالم إلى النادي الإسماعيلي في يوليو 2003 لم يكن أحد متوقعًا أن يكون القادم من نادي جولدي بتوصية من الكابتن علي أبو جريشة و خاصة أن المدير الفني للدراويش وقتها الألماني ثيو بوكير كان متحفظًا على مستوى اللاعب. ولكن كان يتواجد لاعبون بدفاع الدراويش منخفضو المستوى الفني ولكن كان هناك سيد معوض ومحمد يونس، ولكن إدارة النادي الإسماعيلي رغبت في صناعة نجم للدفاع جديد بدلًا من اللاعب أيمن رمضان ولكن الألماني بوكير حاول تجربة المعتصم في عدة مراكز ولكنه لم يقنع أحدًا بمستواه المندفع، وفي أولى مبارياته تسبب في ضربة جزاء للنادي المصري بغلطة تثبت عشوائية طريقة لعبه.

لكن للأمانة تطورت طريقة لعب المعتصم سالم كثيرًا قرب نهاية الموسم 2003-2004 وفرض تواجده كأساسي بالفريق ولدرجة أنه اختير أحسن مساك في نهاية الموسم وانضم للمنتخب المصري في بداية موسم 2004 تحت قيادة الإيطالي ماركو تارديلي لاقتراب أسلوبه الدفاعي مع الكتالينتشو الإيطالي، وكان ذلك بعد مباراة رائعة أداها المعتصم مع الدراويش في مواجهة فريق أهلي جدة، وكان رائعًا في رقابة النجم الشهير طلال المشعل الذي أعجب كثيرًا بفدائية المعتصم سالم، والذي أصيب في رأسه من أحد الكرات المشتركة مع النجم السعودي في يوليو 2004.

### سموحة
في 16 مايو 2012، انتقل المعتصم سالم إلى نادي سموحة في صفقة انتقال حر لمدة موسمين.

### المقاولون العرب
انتقل بعد ذلك اللاعب إلى نادي المقاولون العرب في صفقة انتقال حر لمدة موسمين بعد انتهاء عقد اللاعب مع النادي السكندري.

### بتروجيت
في 30 أغسطس 2015، تمكن فريق بتروجيت من إتمام التعاقد مع اللاعب في صفقة انتقال حر تستمر لثلاث مواسم مقبلة، وشارك مع الفريق في 24 مباراة: 23 مباراة بالدوري ومباراة وحيدة بالكأس ضد فريق الاتحاد السكندري ، وسجل هدفًا وحيدًا كان ضد فريق أسوان في 15 مارس 2016 ، ثم قرر الفريق البترولي الاستغناء عن اللاعب ؛ بسبب وجود عدد من البدائل في مركزه.

### طلائع الجيش
تراجع مسئولي طلائع الجيش عن التعاقد عنه ؛ نظرًا لكبر سنه.

### سيراميكا كليوباترا
في 3 أغسطس 2016، نجح فريق سيراميكا كليوباترا في ضم اللاعب أحد أفضل المدافعين في تاريخ الكرة المصرية.

ولكن تم فسخ تعاقده مع الفريق، ووافق مسئولو النادي على طلبه بالرحيل للشرقية، وديًّا مقابل رد مقدم العقد الذي حصل عليه دون الدخول في أزمة خاصةً أن اللاعب لم يكن قد وقع للشرقية وقت طلبه الرحيل عن النادي.

### الشرقية
في 13 أغسطس 2016، انتقل لنادي الشرقية في صفقة انتقال حر لمدة موسم واحد. وشارك مع الفريق في الدوري الممتاز في 27 مباراة (بمعدل 2372 دقيقة) ولم يسجل خلالها أهداف.

### القناة
في 4 أغسطس 2017، انضم لنادي القناة لمدة موسم واحد في صفقة انتقال حر، بعد انتهاء تعاقده مع نادي الشرقية.

### اعتزاله
في 1 مايو 2018، أعلن اعتزاله لعب كرة القدم بشكل رسمي.

## مسيرته الدولية
شارك مع منتخب الشباب عام 2003 ، وفي 31 مارس 2004، شارك اللاعب في أول مباراة له مع المنتخب الوطني في المباراة الودية ضد منتخب ترينيداد ، وشارك مع المنتخب في نهائي كأس الأمم الأفريقية 2010 دقائق معدودة بديلًا لأحمد فتحي.

## الألقاب والإنجازات

### مصر تحت 20
- بطولة أفريقيا لكرة القدم للشباب: 2003

### مصر
- كأس الأمم الأفريقية لكرة القدم: 2010

## روابط خارجية
- معتصم سالم على موقع الاتحاد الأوربي (الإنجليزية)
- معتصم سالم على موقع قاعدة بيانات كرة القدم.إي يو (الإنجليزية)
- معتصم سالم على موقع ناشيونال فوتبول تيمز (الإنجليزية)
- المعتصم سالم
- El-Moatasem Salem